# Мачи, Кармен
Мари́я дель Ка́рмен Ма́чи Арро́йо (исп. María del Carmen Machi Arroyo; 7 января 1963, Мадрид, Испания) — испанская актриса и певица.
Приобрела популярность, исполнив роль Аиды в телесериале «7 жизней». В 2005 году был запущен телесериал с этим персонажем «Аида». За эту роль она получила множество наград и номинаций, включая премию Ondas в 2008 году и три премии Fotogramas de Plata.
Помимо телевидения, Мачи снимается в полнометражных фильмах. В 2014 году она снялась в фильме «Восемь баскских фамилий», за работу в котором получила премию «Гойя» за лучшую женскую роль второго плана.

## Избранная фильмография
- Без стыда (2001)
- Поговори с ней (2002)
- Торремолинос 73 (2003)
- Жизнь и цвет (2005)
- Разомкнутые объятия (2009)
- Я очень возбуждён (2013)
- Восемь баскских фамилий (2014)
- Восемь каталанских фамилий (2015)
- Открытые двери (2016)
- Дикая история (2017)
- Свинка[англ.] — Асун[2]
- Завтра это сегодня (2022)
- Душа команды (2022)

### Телевидение
- 7 жизней (2000—2005)
- Аида (2005—2009, 2011, 2014)